# Hisense
Хајсенс (енгл. Hisense) је кинеска компанија која производи електротехничку робу како за домаће потребе, тако и за цео свет. Језгро компаније је основано 1969. године под именом „Qingdao No. 2 Radio Factory“. Производи укључују телевизоре, клима-уређаје, ЛЦД телевизоре, фрижидере и мобилне телефоне.